# Spencer Nelson
Spencer Howells Nelson (Pocatello, Idaho, Estados Unidos; 18 de julio de 1980) es un exjugador de baloncesto estadounidense y pasaporte azerbaiyano. Mide 2,03 metros y jugaba de ala-pívot. Se formó en la Universidad de Utah.

## Trayectoria
Nelson fue reclutado por la Universidad de Utah en 1998 para formar parte de los Aggies. Sin embargo, finalizada su temporada como freshman, dejó al equipo para desempeñarse como misionero de La Iglesia de Jesucristo de los Santos de los Últimos Días por dos años. Retomó sus estudios y el baloncesto en 2002. Su actuación con el equipo en las tres temporadas siguientes fue muy destacada, por lo que en 2015 sería incluido en el Salón de la Fama Atlético de la universidad.
Posteriormente desarrolló una carrera como jugador profesional de baloncesto en clubes europeos de países como Alemania, Italia, Grecia y España. Jugó en la NBA Summer League de 2005 y 2006 con los Utah Jazz, e, incluso, estuvo en un campo de entrenamiento del equipo en 2009, pero no llegó a participar oficialmente de una temporada de la NBA.

## Selección nacional
En junio de 2010 adquirió la nacionalidad azerbaiyana, lo que lo habilitó para jugar en la selección de baloncesto de Azerbaiyán. Disputó la clasificación y el Eurobasket División B de 2011 con el equipo.
Posteriormente volvió a representar a su país adoptivo en el Campeonato Europeo 3x3 de Baloncesto Masculino 2014.

## Palmarés
- Campeón de la Supercopa de Italia con Benetton: 2006
- Campeón de la Copa de Italia con Benetton: 2007
- MVP de la final de la Copa de Italia de 2007